# Grove (cráter)

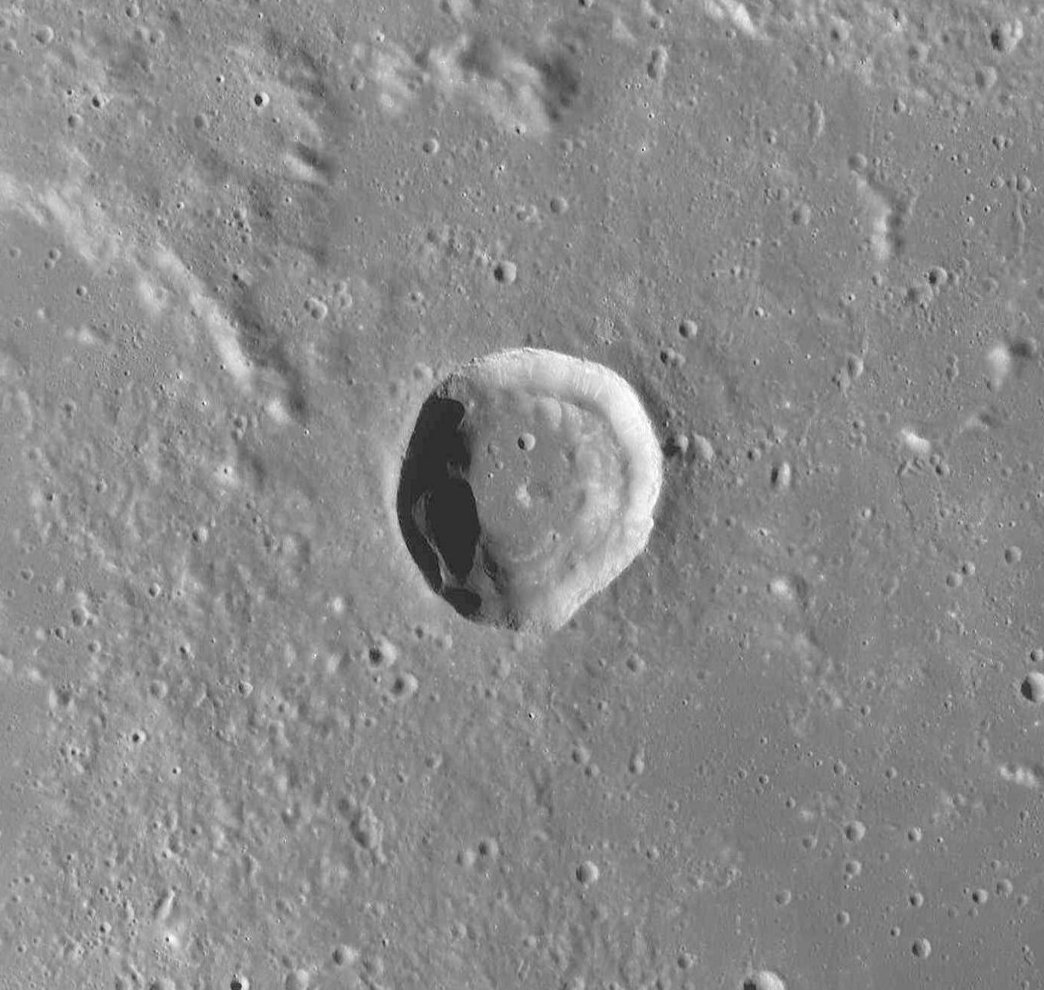
Fotografía de la misión LRO

Grove es un pequeño cráter de impacto lunar que se encuentra en la parte norte del Lacus Somniorum, al sureste de los restos del cráter Mason. Grove es una formación de cráteres relativamente circular con la apariencia de un simple aro de aristas vivas. El material no consolidado a lo largo de la pared interior se ha desplomado hasta el fondo, formando un anillo alrededor de la base relativamente llana. La planta contiene unos pequeños impactos, pero por lo demás carece de otros rasgos distintivos.

## Cráteres satélite
Por convención estos elementos son identificados en los mapas lunares poniendo la letra en el lado del punto medio del cráter que está más cerca de Grove.
|       | \| Grove \| Coordenadas \| Diámetro \| \| ----- \| ---------------------------- \| -------- \| \| Y \| 37°24′N 31°42′E / 37.4, 31.7 \| 3 km \| |          |
| Grove | Coordenadas | Diámetro |
| Y     | 37°24′N 31°42′E / 37.4, 31.7 | 3 km     |